# Домінґеш (мозамбіцький футболіст)
Е́ліаш Ґаспа́р «Домі́нґеш» Пале́мбе (порт. Elias Gaspar "Domingues" Pelembe; народився 13 листопада 1983; Мозамбік) — мозамбіцький футболіст, півзахисник південноафриканського клубу «Суперспорт Юнайтед» та національної збірної Мозамбіку.

## Досягнення
- «Дешпортіву Мапуту»
  - Мосамбола (1): 2005—2006
  - Таса де Мосамбік (1): 2005—2006
- «Суперспорт Юнайтед»
  - Національна Соккер-ліга Південної Африки (1): 2007—2008